# Plakotí (ort i Grekland, Epirus)
Plakotí är en ort i Grekland.   Den ligger i prefekturen Thesprotia och regionen Epirus, i den västra delen av landet, 300 km nordväst om huvudstaden Aten. Plakotí ligger 558 meter över havet och antalet invånare är 268.
Terrängen runt Plakotí är kuperad åt nordväst, men åt sydost är den bergig. Runt Plakotí är det mycket glesbefolkat, med 6 invånare per kvadratkilometer. Närmaste större samhälle är Igoumenitsa, 19,8 km väster om Plakotí. I omgivningarna runt Plakotí växer i huvudsak blandskog.